# Dwór Nutha
Dwór Nutha (niem. Gutshaus Nutha, Rittergut Nutha) – zabytkowy dwór w Nutha, dzielnicy miasta Zerbst/Anhalt (Saksonia-Anhalt).
Właścicielem majątku w 1572 był ród Walwitze zur Nuthe. Następnie posiadłość znalazła się w rękach rodziny von Kalitsch. Na przełomie lat 1893–1894 miała miejsce budowa obecnego dworu dla Wernera von Kalitscha (1851–1923), żonatego z Margarethe Neven DuMont (1864–1935). Kolejnymi właścicielami byli: w 1935 Thilo von Trotha (ur. 1870) i jego żona Marie z domu von Oppen (1886–1968), a po śmierci Thilo, do 1945 Marie von Trotha. Na okrągłej wieży pod oknem pierwszego pietra znajduje się herb  von Kalitsch, natomiast pod gzymsem u szczytu herby szlacheckie.

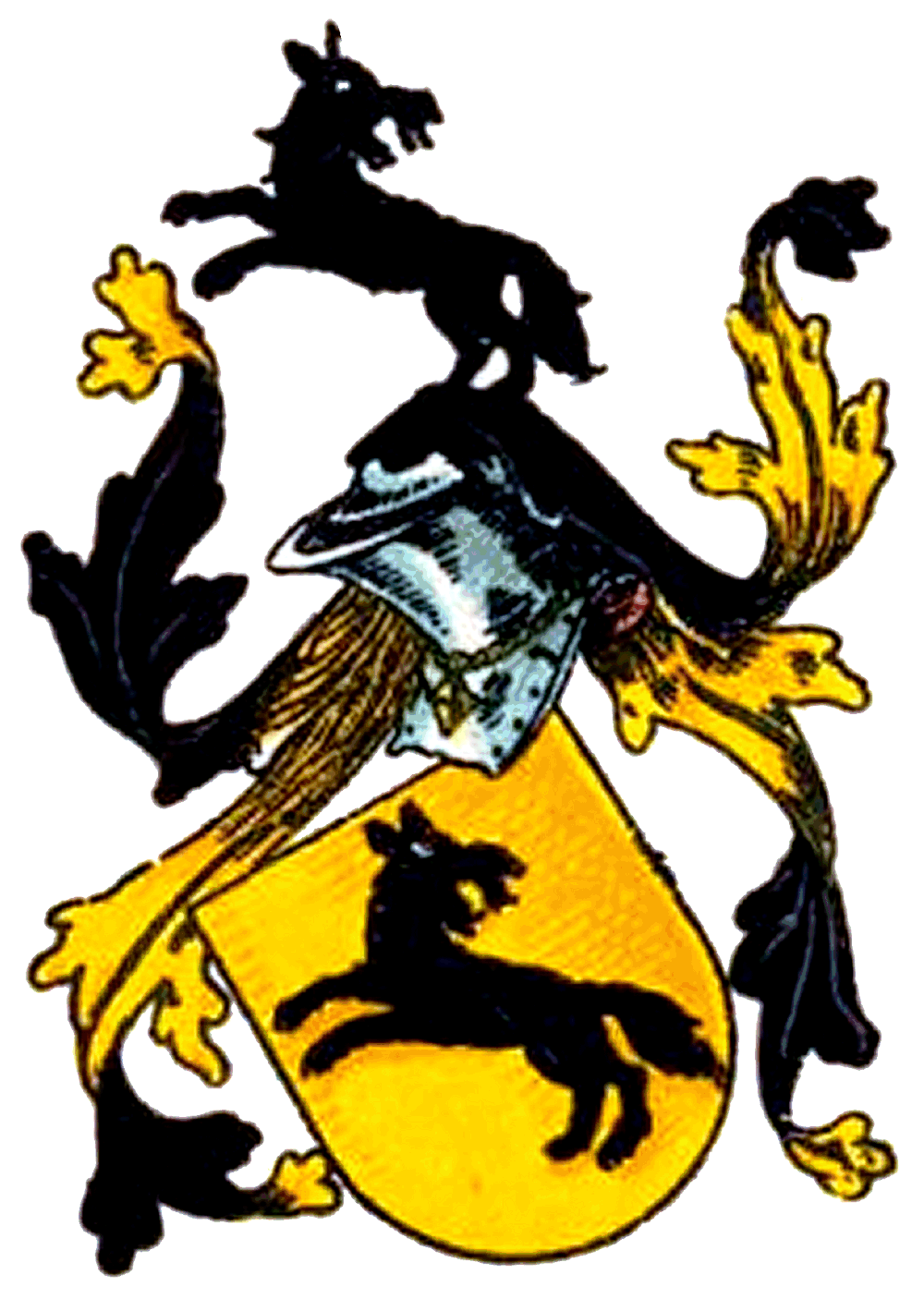
Herb von Kalitsch